# Рихальська сільська рада
Рихальська сільська рада (до 1963 року — Старогутянська сільська рада) — колишня адміністративно-територіальна одиниця та орган місцевого самоврядування у Городницькому, Барашівському і Ємільчинському районах Коростенської і Волинської округ, Київської й Житомирської областей Української РСР та України з адміністративним центром у с. Рихальське (до 1963 року — Стара Гута).

## Населені пункти
Сільській раді були підпорядковані населені пункти:
- с. Рихальське
- с. Маринівка
- с. Мар'янівка
- с. Стара Гута

## Населення
Кількість населення ради станом на 1923 рік становила 1 490мосіб, кількість дворів — 237.
Кількість населення сільської ради станом на 1924 рік становила 1 763 особи.
Відповідно до результатів перепису населення СРСР, кількість населення ради станом на 12 січня 1989 року становила 1 652 особи.
Станом на 5 грудня 2001 року, відповідно до перепису населення України, кількість мешканців сільської ради становила 1 633 особи.

## Склад ради
Рада складалася з 16 депутатів та голови.

### Керівний склад сільської ради
| ПІБ                           | Основні відомості                                                 | Дата обрання | Дата звільнення |
| ----------------------------- | ----------------------------------------------------------------- | ------------ | --------------- |
| Чиж Микола Дем'янович         | Сільський голова, 1960 року народження, освіта                    | 26.03.2006   | 31.10.2010      |
| Шроль Григорій Володимирович  | Сільський голова, 1971 року народження, освіта вища, безпартійний | 31.10.2010   | 25.10.2015      |
| Кушніровська Тетяна Йосипівна | Сільський голова, 1970 року народження, освіта вища               | 25.10.2015   |                 |

Примітка: таблиця складена за даними джерела

## Історія
Створена 1923 року як Старогутянська сільська рада, в складі сіл Катюха-Дуби, Мар'янівка, Стара Гута та колонії Мар'янівка Сербівської волості Новоград-Волинського повіту Волинської губернії. 18 лютого 1923 року, відповідно до рішення Волинської ГАТК (протокол № 1 «Про об'єднання населених пунктів у сільради, зміну складу і центрів сільрад»), підпорядковано колонію Нова Борисівка Радицької сільської ради Сербівської волості. Станом на 1926 рік в підпорядкуванні значилася залізнична станція Рихальськ (згодом — Рихальське). 10 березня 1926 року, відповідно до наказу Коростенського ОВК № 40 «Про внесення декотрих змін в низове районування», с. Мар'янівка передане до складу Андрієвицькій сільській раді Ємільчинського району Коростенської округи. 13 липня 1927 року реорганізована в німецьку національну сільську раду, в зв'язку з чим с. Катюха-Дуби передане до складу Ново-Зеленської сільської ради Новоград-Волинського району. 20 липня 1927 року кол. Нова Борисівка передана до складу відновленої Радицької сільської ради Городницького району.
Станом на 1 вересня 1946 року входила до складу Барашівського району Житомирської області, на обліку в раді перебували села Мар'янівка, Рихвльське та Стара Гута.
7 січня 1963 року, відповідно до рішення Житомирського облвиконкому № 2 «Про зміну адміністративної підпорядкованості окремих сільських рад і населених пунктів», адміністративний центр ради перенесено до с. Рихальське з перейменуванням ради на Рихальську. Одночасно сільраді підпорядковано с. Мар'янівка (перейменоване на Маринівку) Сербо-Слобідської сільської ради Ємільчинського району.
На 1 січня 1972 року сільська рада входила до складу Ємільчинського району Житомирської області, на обліку в раді перебували села Маринівка, Мар'янівка, Рихальське та Стара Гута.
Ліквідована 17 липня 2020 року. Територію та населені пункти ради, відповідно до розпорядження Кабінету Міністрів України № 711-р від 12 червня 2020 року «Про визначення адміністративних центрів та затвердження територій територіальних громад Житомирської області», включено до складу Чижівської сільської територіальної громади Новоград-Волинського району Житомирської області.
Входила до складу Городницького (7.03.1923 р.), Барашівського (22.02.1928 р.) та Ємільчинського (30.12.1962 р.) районів.